# مقاطعة فان بورين (ميشيغان)
مقاطعة فان بورين هي مقاطعة في ميشيغان، بلغ عدد سكانها 76٬258  نسمة، في 2010، عاصمتها باو باو، تبلغ مساحتها 2٬824 كيلومتر مربع.

## الموقع
تشترك في الحدود مع:
- مقاطعة أليغان (ميشيغان)
- مقاطعة بيرين.

## التقسيمات الإدارية
- باو باو.

## أعلام
- هاري بينيت أندرسون